# Канадский бекон
«Канадский бекон» (англ. Canadian Bacon) — комедийный кинофильм Майкла Мура 1995 года.

## Сюжет
Середина 1990-х. Конец холодной войны, вопреки расчётам американского руководства, оборачивается негативными последствиями для Соединённых Штатов. С падением восточного блока «свободный мир» во главе с США остался без образа постоянного противника и стран, с которыми просто можно повоевать. В результате американский ВПК перестаёт получать государственные заказы, экономика начинает стагнировать, и многие заводы, прежде производившие военную продукцию, закрываются. Отчаявшийся недалёкий президент США (Алан Алда) с целью поднять свой резко упавший рейтинг накануне новых выборов пытается найти выход из сложившегося положения.
Параллельно представлена яркая иллюстрация к состоянию экономики страны — небольшой город Ниагара-Фолс на границе с Канадой, поразительно напоминающий родной городок Майкла Мура Флинт. Жизнь в городе практически прекратилась после закрытия единственного военного завода, и множество уволенных сотрудников решает кончить жизнь самоубийством (в чём им активно содействует местная полиция, так как плата за доставку трупов самоубийц вдвое выше денежного вознаграждения за спасение их жизней).
Для восстановления доверия к президенту и отвлечения внимания общественности от внутренних проблем американская администрация не находит ничего лучшего, как попробовать реанимировать военно-политическое противостояние времён биполярного мира. В Вашингтон вызывается российский президент Владимир Крушкин («Ваше товарищество», как обращается к нему один из подручных американского президента), сопровождаемый отечественным генералом, и президент США предлагает своему постсоветскому коллеге вернуться к «старой доброй холодной войне». Однако в своём визите руководитель «вражественного государства» преследует совершенно другую цель — покушать на халяву пресловутые «ножки Буша».
Оставшись с носом, заокеанские империалисты рассматривают все возможные кандидатуры на роль врага США — от Казахстана, на тот момент третьего по ядерному потенциалу государства в мире (президент отвергает этот вариант, поскольку «нормальные американцы не найдут его на карте»), до террористов (эта альтернатива также отброшена, так как «бояться придурков, взрывающих машины — чепуха»). Наконец, советник по национальной безопасности Стюарт Смайли (Кевин Поллак) рассказывает президенту о том, что самая страшная угроза суверенитету и самобытности США приютилась прямо под носом у ничего не подозревающих американцев.
Слова советника о том, что в соседней Канаде существует «бесплатная медицина, бесплатное высшее образование и бесплатные очки», а также прочие атрибуты «коммунистической экономики», повергают президента в ужас, и он, поддержанный генералом Диком Панцером (Рип Торн), немедленно объявляет холодную войну «канадским коммунистам» («…все ненавидят Канаду, как и их кленовый сироп»). Правящие круги Америки прибегают к манипуляциям СМИ с целью окончательно прикрепить к дружественному соседнему государству ярлык угрозы американскому стилю жизни. Весь эфир американских телеканалов буквально забивается роликами, в которых широкой общественности популярно объясняются такие фундаментальные истины, как «социалистическое правительство Канады сосредоточило 90 % своего населения у наших границ». В Америке разгорается антиканадская истерия, формируются отряды добровольцев для защиты страны в случае канадского вторжения и преследуются «американцы канадского происхождения».
Однако группа патриотически настроенных добропорядочных граждан США, жителей уже упоминавшегося приграничного городка, возглавляемая шерифом Бадом Б. Бумером (Джон Кэнди, по иронии судьбы сам являющийся канадцем), идёт ещё дальше и решает совершить вылазку на канадскую территорию (чтобы намусорить там). Одна из спутниц шерифа попадает в плен к канадской конной полиции. Узнав, что её увезли в столицу Канады Оттаву, шериф и солидарные с ним американские патриоты решают, что канадцы попросту обманывают их, поскольку «даже детям известно, что столица Канады — Торонто», и отправляются на поиски пропавшей подруги…

## В ролях
- Джон Кэнди — шериф Бад Бумер
- Алан Алда — президент США
- Билл Нанн — Кабрал
- Кевин О’Коннор — Рой Бой
- Кевин Поллак — Стюарт Смайли
- Майкл Мур — реднек
- Рип Торн — генерал Дик Панцер
- Джим Белуши — Чарли Джакал
- Стенли Андерсон — Эдвин Симон
- Ричард Кансил — президент РФ Владимир Крушкин
- Уоллас Шаун — премьер-министр Канады
- Дэн Экройд — офицер ОПП

## Влияние и прокат
Похожий сюжетный ход использует в своём романе 1993 года «Американский герой» (American Hero) писатель Ларри Бейнхарт. Позднее эта книга ляжет в основу известной ленты Барри Левинсона «Плутовство» (Wag the Dog, 1997). Картина же Мура, не вписывающаяся в мейнстримный американский кинематографический процесс, получает плохие отзывы в прессе и оглушительно проваливается в прокате.

## Некоторые факты
- «Канадский бекон» — единственный фильм Майкла Мура, не являющийся документальным.
- Кроме того, «Канадский бекон» — последний фильм Джона Кэнди, над которым он успел завершить работу, хотя фильм вышел в 1995 году, уже после смерти актёра (Джон Кэнди умер в 1994 году во время съёмок «Wagons East»).
- Фильм высмеивает многие распространённые в США стереотипы относительно Канады: например, канадские пограничники спорят относительно использования различных словоформ английского языка вместо того, чтобы останавливать вторгнувшуюся милицию американцев; канадский полицейский объясняет Бумеру, что все граффити в Квебеке следует изготовлять на двух языках — французском и английском и т. п.
- Режиссёр Мур снял себя в камео, в котором он изобразил одного из американских реднеков, рвущихся воевать с Канадой.
- Стены коридора в здании ЦРУ в фильме обвешаны галереей «трофеев», в том числе портретами Патриса Лумумбы, Мохаммеда Мосаддыка и Сальвадора Альенде.
- Обстановка в кабинете американского президента в фильме напоминает чёрную комедию Стэнли Кубрика «Доктор Стрейнджлав, или как я перестал бояться и полюбил бомбу».
- Примечательно, что американский президент в фильме отказывается использовать для нагнетания атмосферы страха террористов («парней, ездящих на взрывающихся машинах»), считая такую затею ещё более несерьёзной, чем даже война с Канадой. Фильм вышел за шесть лет до объявления Джорджем Бушем-младшим «войны с террором».
- В конце фильма мелькает фотография, на которой изображён Оливер Норт в качестве новоизбранного президента США.